# Анива (мыс)
Ани́ва (с 1905 по 1946 — Мыс Накасирэтоко (яп. 中知床岬 Накасирэтоко-мисаки)) — труднодоступный скалистый мыс в Охотском море, юго-восточная оконечность Тонино-Анивского полуострова и всего острова Сахалин. В 1939 году на скале Сивучьей рядом с мысом был воздвигнут маяк Анива. Представляет собой южную оконечность Тонино-Анивского хребта. Мыс получил название по заливу Анива. До 1949 года рядом с мысом располагалось село Сирэтоко. По состоянию на 1 декабря 1941 года в селе проживало 4789 человек.

## Галерея

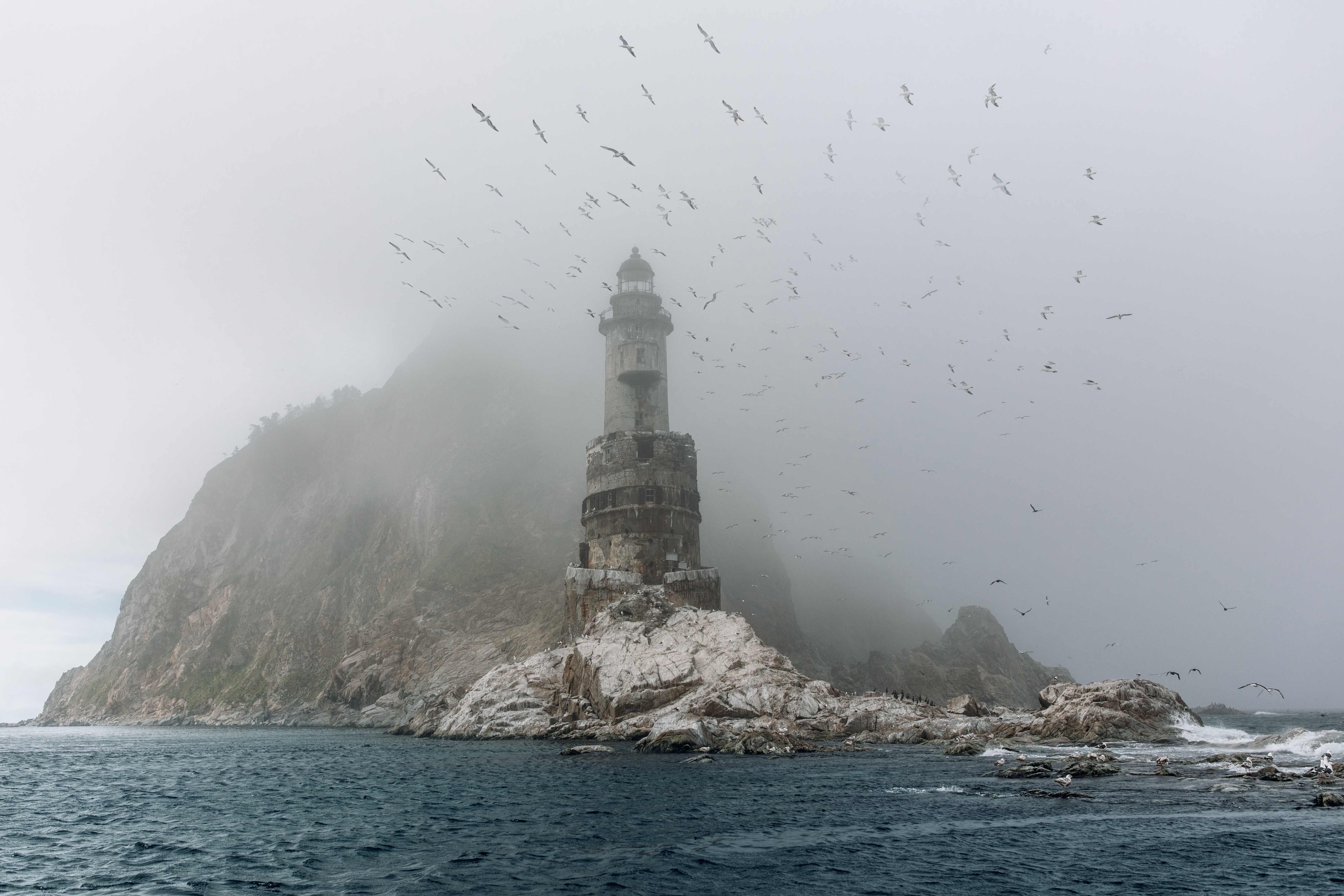
Мыс и маяк Анива
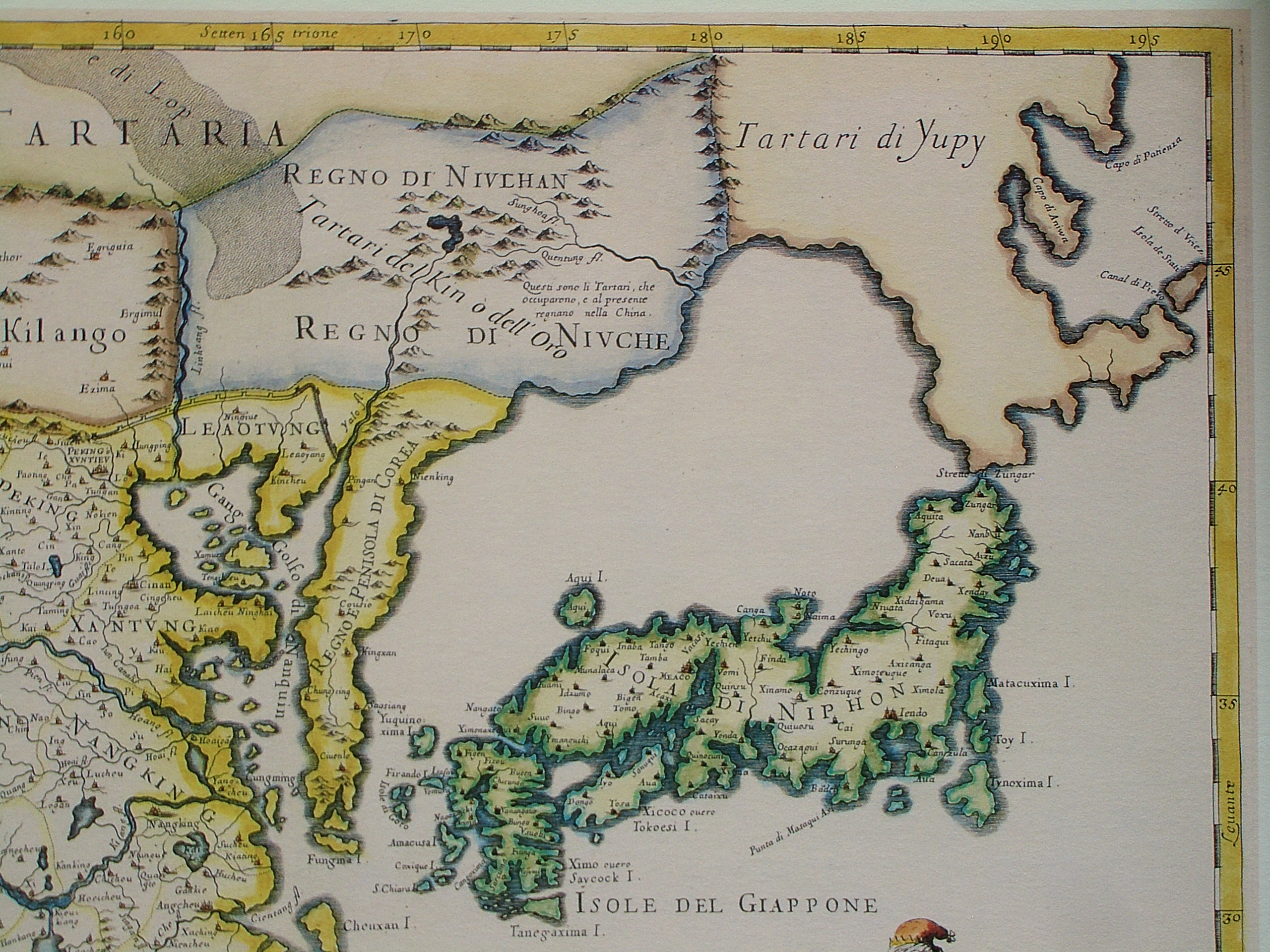
Карта 1682 года с мысом Анива (вверху справа)